# Hypertrophe Narbe

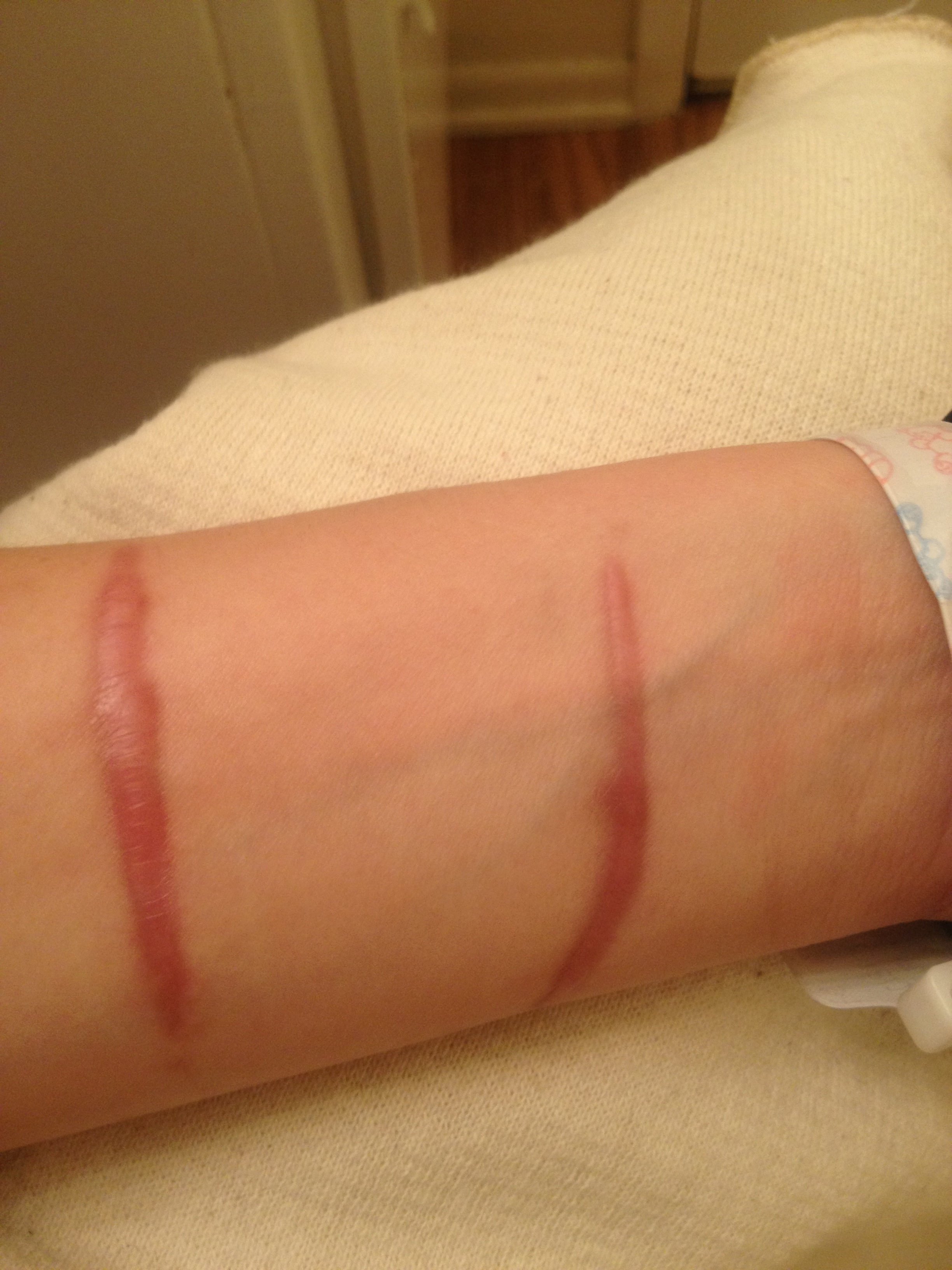
Hypertrophe Narbe (4 Monate nach der Verletzung)

Die hypertrophe Narbe entsteht kurz nach der Wundheilung oder noch in deren Verlauf. Ursache ist eine Überproduktion von Bindegewebsfasern. Die Narbe neigt zur Wulstbildung und erhebt sich über das sie umgebende Hautniveau, bleibt allerdings grundsätzlich auf das ursprüngliche Verletzungsgebiet beschränkt. Hypertrophe Narben treten vermehrt dann auf, wenn die Wunde nicht ruhiggestellt bzw. geschont wird oder wenn eine zusätzliche Infektion auftritt.
Von der hypertrophen Narbe unterschieden wird das Keloid, bei dem sich die Wulstbildung über das ursprünglich verletzte Gebiet hinaus auch auf unbeschädigte Haut ausdehnen kann.